# دوري كرة القدم الغربي 1982–83
دوري كرة القدم الغربي 1982–83 (بالإنجليزية: 1982–83 Western Football League)‏ هو موسم من دوري كرة القدم الغربي ‏. فاز فيه Bideford A.F.C. ‏.